# هارولد غريني
هارولد غريني (بالإنجليزية: Harold J. Greene)‏ (و. 1959 – 2014 م) هو جندي، من الولايات المتحدة الأمريكية، ولد في بوسطن، ويحمل رتبة عسكرية major general، ونقيب، توفي عن عمر يناهز 55 عاماً، بسبب طلق ناري.

## التعليم
تعلم في معهد رينسيلار للعلوم التطبيقية، وGuilderland High School ‏، والكلية الحربية الأمريكية، وجامعة جنوب كاليفورنيا، وكلية القيادة والأركان العامة للجيش الأمريكي ‏.

## مناصب وهيئات
أدار القوات البرية للولايات المتحدة.

## جوائز
حصل على جوائز منها:
- وسام الاستحقاق
- ميدالية خدمة الدفاع الوطني [الإنجليزية]‏
- وسام الخدمة في الحرب العالمية على الإرهاب [الإنجليزية]‏
- Army Service Ribbon [الإنجليزية]‏
- Overseas Service Ribbon [الإنجليزية]‏
- ميدالية الإنجاز [الإنجليزية]‏
- الميدالية التقديرية للخدمة [الإنجليزية]‏
- ميدالية الثناء
- وسام القلب الأرجواني
- وسام الاستحقاق الأمريكي برتبة فيلق.